# Tigre verde
Tigre verde (Think Fast, Mr. Moto) è un film del 1937 diretto da Norman Foster.